# Chiva (Transportmittel)

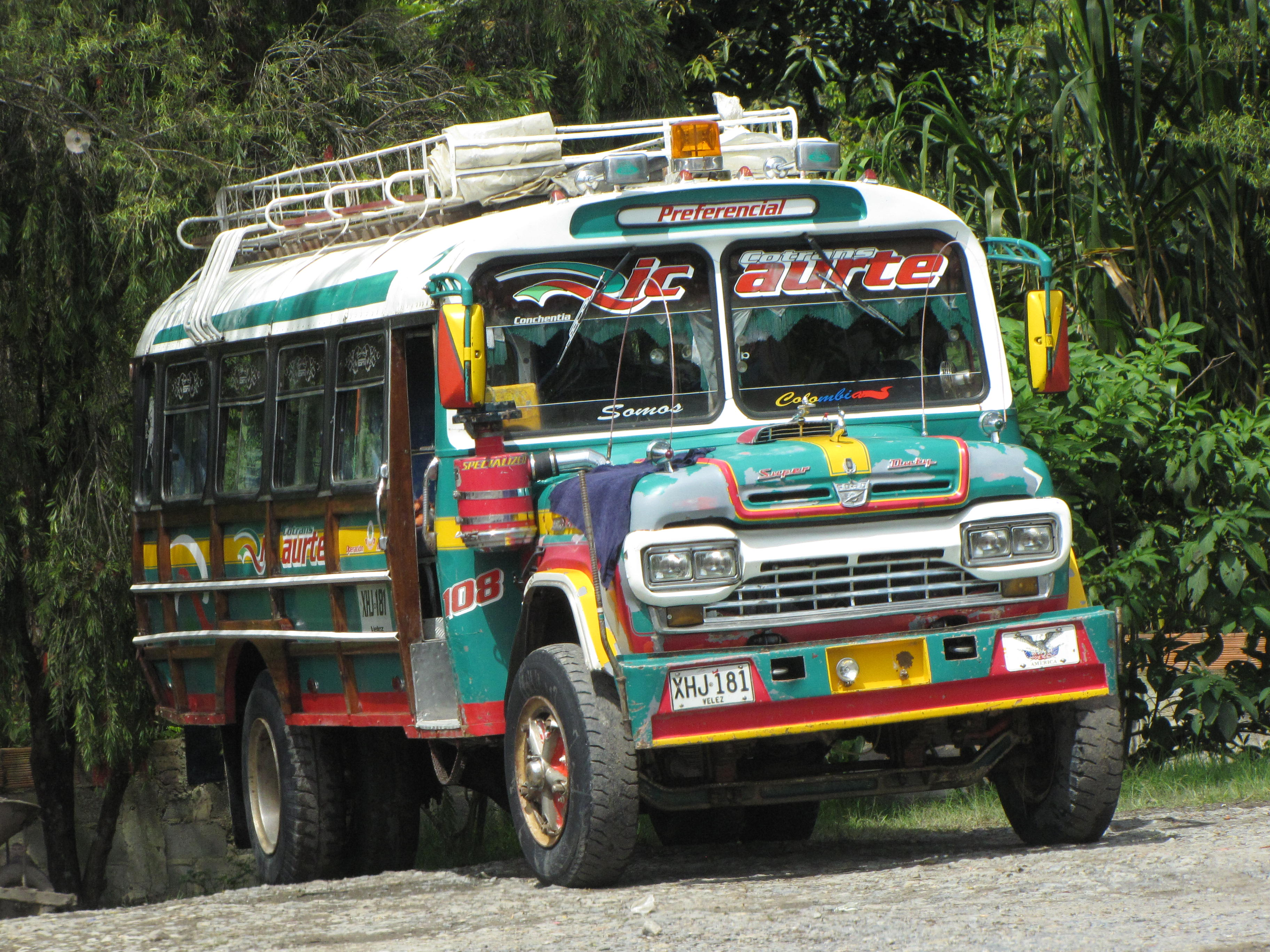
Kolumbianische Chiva

Eine Chiva (spanisch für Ziege) oder escalera (spanisch für Leiter/Treppe) ist ein Bustyp im ländlichen Kolumbien und Ecuador. Chivas sind dem ländlichen öffentlichen Verkehr angepasst, besonders wenn man die gebirgige Landschaft der Andenregionen dieser Ländern in Betracht zieht.
Die Busse werden in der Regel mit den gelben, blauen und roten Farben der Flaggen von Ecuador und Kolumbien sowie mit lokalen Arabesken und Figuren bemalt. Die meisten verfügen über eine Leiter am Dachgepäckträger, der auch für die Beförderung von Personen, Vieh und Waren verwendet wird.
Die Chivas basieren auf einem Busfahrgestell mit einem modifizierten Aufbau aus Metall oder Holz. Die Sitzbänke sind aus Holz, die Fahrzeuge sind mit Türen statt Fenstern ausgestattet. Der Inhaber oder Fahrer gibt dem Fahrzeug in der Regel einen einzigartigen Spitznamen.

## Geschichte
Chivas wurden zuerst im Departement Antioquia im frühen 20. Jahrhundert eingeführt. Bauern der Region nutzten in der Regel Pferdewagen für den Transport von Waren. Im Jahr 1908 importierten der kolumbianische Ingenieur Luciano Restrepo und der kolumbianische Mechaniker Roberto Tisnes ein Chassis aus den Vereinigten Staaten. In Medellin bauten sie den ersten Busaufbau. Dieser erste Bus wurde auf einer Strecke zwischen der Innenstadt von Medellin und der Stadt El Poblado verwendet. Die ersten Modelle waren sehr einfach, mit einem Leinwanddach und vier Bänken. Die Aufbauten der neueren Modelle wurden mit einem Dachgepäckträger modifiziert, mit dem die Bauern ihre Waren transportieren konnten.
Es gibt kein offizielles Datum, wann diese Art Bus zunächst in West-Antioquia eingeführt worden ist. In dem Buch Erinnerungen an mein Land (Memorias de mi tierra) erzählt der kolumbianischen Schriftsteller Alirio Díaz über die ersten Fahrzeuge, die jemals in Antioquia durch die Las Palmas-Straße gefahren sind. Der zuverlässigste Bericht stammt aus dem Buch Hinweise für die Geschichte der San Vicente (Apuntes para la Historia de San Vicente), in dem der kolumbianische Autor Ricardo Zuluaga Gil über die Ankunft der ersten Chiva erzählt: „Es war ein Ereignis, das die Blütezeit von Saint Vicente veränderte: Die Ankunft in der Stadt im Jahre 1922 des ersten automobilmotorangetriebenen Chiva. Es war ein ‚LKW escalera‘ [also der Ursprung der Chiva]. Es wurde von Rionegro von Herrn Lino Arbelaez durch Fahren auf der alten Königsstraße; dazu brauchten sie Spaten und Schaufel.“

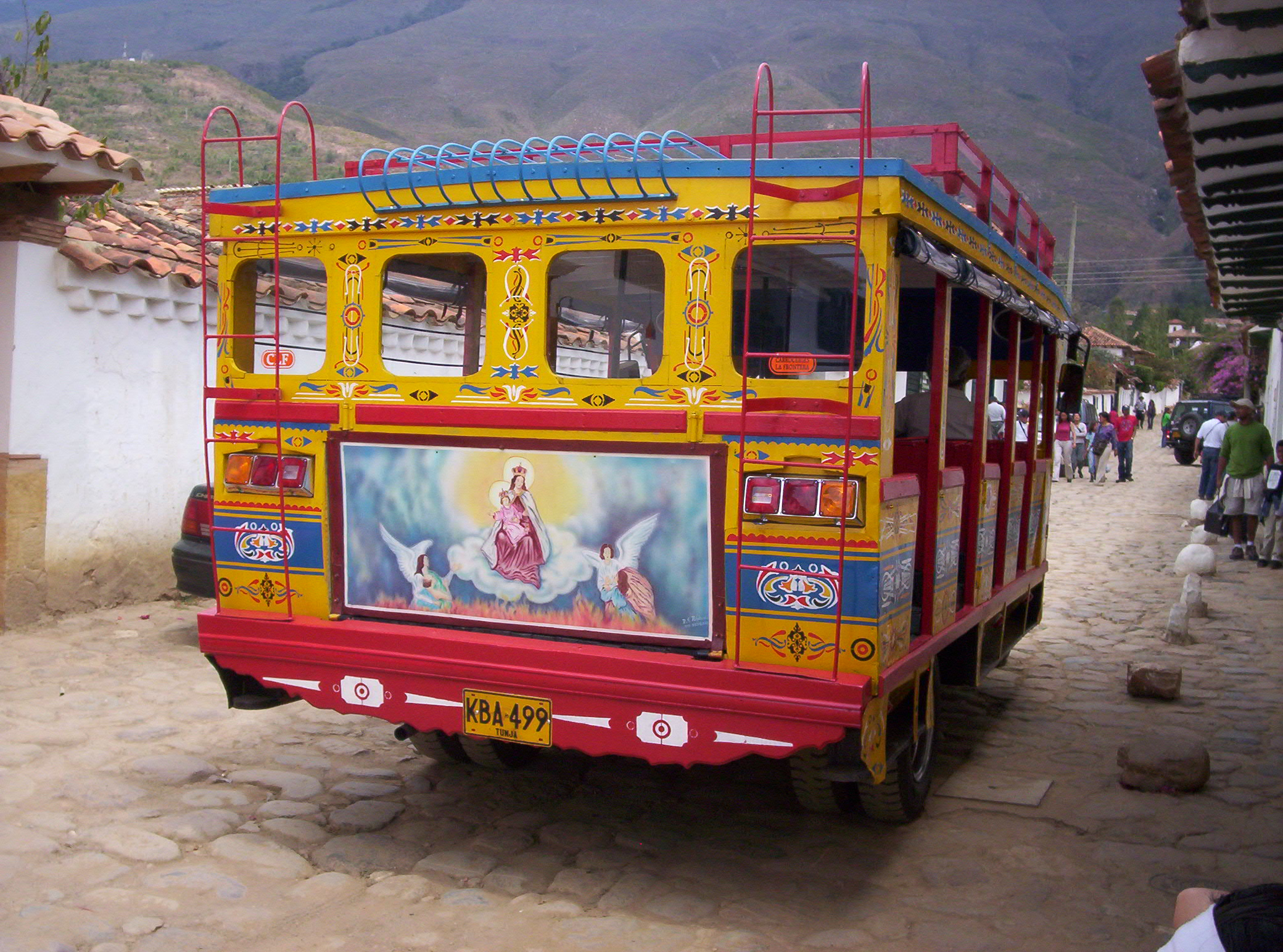
Rückansicht einer Chiva

Der Begriff escalera (Leiter) wurde geprägt, weil die Busse eine Leiter aufweisen, die sich in der Regel auf der Rückseite des Busses befindet. Diese Leiter ermöglicht den Menschen, ihr Hab und Gut auf das Dach des Busses zu verfrachten. Der Bus wurde zu einer ländlichen Lösung, um die Bewegung von sowohl Fracht als auch Passagieren sicherzustellen. Das besondere und wesentliche Merkmal dieser Busse ist die Kombination von Holz und Metall. Die Chivas wurden zum kulturellen Markenzeichen des ländlichen Kolumbien im frühen 20. Jahrhundert. Dieser ästhetische Ansatz zu einem Werkzeug, das von größter Bedeutung wurde auf die natürlich entwickelt Bauern und einige von ihnen haben ab heute entwickelte sich in tatsächlichen Kunstwerke.

## Symbol von Kolumbien und Kontroverse

Teile einer Chiva

Chivas sind national und international als Symbol der kolumbianischen Kultur bekannt, insbesondere des ländlichen Kolumbiens. Auf der anderen Seite sind sie umstritten und Gegenstand der Kritik. Der Hauptgrund dafür ist, dass Chivas weniger ein Symbol für die vielfältige städtische und ländliche Kultur Kolumbiens sind, sondern vielmehr ein Symbol für Unterentwicklung und der einfachen Umbau eines Fahrzeugs, die eigentlich für den Einsatz in städtischen Gebieten gedacht ist.

## Gegenwart

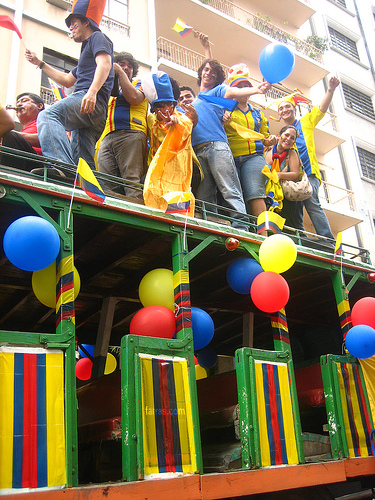
Chiva als Partybus in Guayaquil, Ecuador

Heute noch werden Chivas oder escalera-Busse als Haupttransportsystem in meist sehr armen und abgelegenen ländlichen Gebieten von Kolumbien verwendet. Langsam werden sie jedoch in den meisten Orten durch neuere, schnellere und effizientere Kleinbusse ersetzt. In den Städten werden sie vermehrt als Partybusse verwendet, vor allem in wärmeren Städten. Sie werden auch als Werbeflächen genutzt und dienen als Touristenattraktion. Derzeit werden diese Fahrzeuge auch in verschiedenen Teilen Kolumbiens als fahrende Diskotheken verwendet, vorausgesetzt, sie sind mit gutem Sound-Equipment, Disco-Lichtern und Mikrofonen ausgestattet. Ein Unternehmen, das sich auf diese Art von Attraktionen spezialisiert hat, ist seit 1998 die Firma chivas & travel Colombia. Sie bietet spezielle Varianten nicht nur für Tourismus, sondern auch für Unterhaltung, Kultur und Bildung entwickelt, in dem sie die Busse als Klassenzimmer verwenden. Die Jeepao ist eine ähnliche Version des Chiva, aber in einem Willies Jeep.

## Chivas an anderen Orten
Chivas finden sich nicht nur in Südamerika, sondern auch an anderen Orten, einschließlich der Vereinigten Staaten. Mit dem Anstieg der kolumbianischen und ecuadorianischen Bevölkerung in New York werden auch diese Busse dort verwendet. Sie sind dort als Partybusse entwickelt, die mit einer eigenen Bar ausgestattet sind, und oft Partygänger in der Stadt finden. Drew Barrymore, Lucy Liu und Cameron Diaz reisten in einer Chiva für die New York-Premiere von Drei Engel für Charlie. Die Party-Busse werden auch in Panama als Chiva Parrandera verwendet.

## Filme
- Stefan Richts: 360° - GEO Reportage: Chivas, Kolumbiens bunte Busse